# 秋田映季
秋田 映季（あきた あきすえ）は、江戸時代末期から明治時代の大名、政治家。陸奥三春藩の第11代（最後）の藩主。秋田家第13代当主。

## 生涯
安政5年（1858年）2月29日、第10代藩主・秋田肥季の次男として生まれる。慶応元年（1865年）8月5日、父の死去により家督を相続した。幼少のために叔父の季春が後見し、藩政を取り仕切った。慶応3年（1867年）5月4日、江戸を出発し、三春に向かう。
慶応4年（1868年）4月4日、奥羽鎮撫総督府から会津出兵への準備を命じられる。閏4月1日、庄内出兵を命じられる。閏4月3日、藩兵の少なさを理由に庄内出兵を辞退し、会津出兵のみにすることを願う。その後、奥羽越列藩同盟の結成にともない、小藩のために主体的な行動を取れず、新政府側と袂を分かつことになる。7月26日、新政府軍の侵攻にともない降伏する。河野広中らが藩論を転換させたという。8月7日、謹慎をとかれる。明治2年（1869年）6月の版籍奉還で知藩事となり、明治4年（1871年）7月の廃藩置県で免官された。その後、慶應義塾において洋学を修めた。
明治17年（1884年）7月8日、子爵を叙爵。明治23年（1890年）7月10日、貴族院子爵議員に選出され、明治30年（1897年）10月25日、貴族院議員を辞職した。辞職の理由は、夫人の自殺、娘の不品行など、家政の混乱によるものだった。明治40年（1907年）2月19日、49歳で死去した。家督は婿養子の重季（伯爵・大原重朝の次男）が継いだ。

## 家族
父母
- 秋田肥季（父）

妻
- 山内邦子 - 山内豊福の娘（正妻）
- 池田龍子 - 池田徳潤の長女[6]（継妻）

子女
- 秋田芳子（長女） - 子爵秋田重季夫人[6]

養子
- 秋田重季 - 伯爵大原重明の次男[6]

孫
- 秋田一季 - 秋田重季の子[6]